# Surbiton Trophy
Il Surbiton Trophy è stato un torneo professionistico di tennis sull'erba, che faceva parte dell'ATP Challenger Tour maschile e dell'ITF Women's Circuit femminile. Si giocava annualmente al Surbiton Racket and Fitness Club nel sobborgo londinese di Surbiton nel Regno Unito dal 1997 fino al 2024.
Nessun tennista è riuscito a vincere due titoli nel singolare maschile, mentre Kristina Brandi detiene il record nel femminile con tre trofei. Nel doppio Jim Thomas è davanti agli altri anch'egli con tre titoli, mentre nel femminile con due successi la coppia britannica Lorna Woodroffe e Julie Pullin condividono il primato insieme all'australiana Trudi Musgrave.

## Storia
Nella prima edizione furono giocati solo i tornei femminili e l'anno dopo ebbero inizio quelli maschili. Nel 2009 il torneo fu sostituito dal Nottingham Trophy di Nottingham. Nel 2015 si è ricominciato a giocare a Surbiton, sia i tornei maschili che quelli femminili.
Era per tradizione il primo torneo stagionale sull'erba in preparazione di Wimbledon. 

## Albo d'oro

### Singolare maschile
| Anno       | Campione                                  | Finalista                                 | Punteggio                                 |
| ---------- | ----------------------------------------- | ----------------------------------------- | ----------------------------------------- |
| 2024       | Lloyd Harris                              | Leandro Riedi                             | 7–6(8), 7–5                               |
| 2023       | Andy Murray                               | Jurij Rodionov                            | 6–3, 6–2                                  |
| 2022       | Jordan Thompson                           | Denis Kudla                               | 7–5, 6–3                                  |
| 2021- 2020 | Non disputato per la pandemia di COVID–19 | Non disputato per la pandemia di COVID–19 | Non disputato per la pandemia di COVID–19 |
| 2019       | Daniel Evans                              | Viktor Troicki                            | 6–2, 6–3                                  |
| 2018       | Jérémy Chardy                             | Alex de Minaur                            | 6–4, 4–6, 6–2                             |
| 2017       | Yūichi Sugita                             | Jordan Thompson                           | 7–6(7), 7–6(8)                            |
| 2016       | Lu Yen-hsun                               | Marius Copil                              | 7–5, 7–6(11)                              |
| 2015       | Matthew Ebden                             | Denis Kudla                               | 6(4)–7, 6–4, 7–6(5)                       |
| 2014- 2009 | Non disputato                             | Non disputato                             | Non disputato                             |
| 2008       | Frank Dancevic                            | Kevin Anderson                            | 4–6, 6–3, 7–6(4)                          |
| 2007       | Jo-Wilfried Tsonga                        | Ivo Karlović                              | 6–3, 7–6(4)                               |
| 2006       | Mardy Fish                                | Wesley Moodie                             | 6–2, 7–6(1)                               |
| 2005       | Daniele Bracciali                         | Ivo Karlović                              | 6(0)–7, 7–6(5), 7–6(4)                    |
| 2004       | Karol Beck                                | Wesley Moodie                             | 6–4, 6–4                                  |
| 2003       | Wesley Moodie                             | Alex Bogdanović                           | 6–4, 6(2)–7, 6–1                          |
| 2002       | Jeff Morrison                             | Wesley Moodie                             | 7–6(4), 5–7, 7–6(4)                       |
| 2001       | Taylor Dent                               | Neville Godwin                            | 4–6, 7–6(3), 6–2                          |
| 2000       | Wayne Arthurs                             | Laurence Tieleman                         | 4–6, 7–6(6), 6–4                          |
| 1999       | Sargis Sargsian                           | Martin Damm                               | 7–6(9), 7–5                               |
| 1998       | Gianluca Pozzi                            | Kevin Ullyett                             | 6–4, 6–3                                  |

### Doppio maschile
| Anno       | Campioni                                  | Finalista                                 | Punteggio                                 |
| ---------- | ----------------------------------------- | ----------------------------------------- | ----------------------------------------- |
| 2024       | Julian Cash (2) Robert Galloway           | Nicolás Barrientos Diego Hidalgo          | 6–4, 6–4                                  |
| 2023       | Liam Broady Jonny O'Mara (2)              | Alexei Popyrin Aleksandar Vukic           | 6–4, 5–7, [10–8]                          |
| 2022       | Julian Cash (1) Henry Patten              | Oleksandr Nedovjesov Aisam-ul-Haq Qureshi | 4–6, 6–3, [11–9]                          |
| 2021- 2020 | Non disputato per la pandemia di COVID–19 | Non disputato per la pandemia di COVID–19 | Non disputato per la pandemia di COVID–19 |
| 2019       | Marcel Granollers Ben McLachlan           | Kwon Soon-woo Ramkumar Ramanathan         | 4–6, 6–3, [10–2]                          |
| 2018       | Luke Bambridge Jonny O'Mara (1)           | Ken Skupski Neal Skupski                  | 7–6(11), 4–6, [10–7]                      |
| 2017       | Marcus Daniell Aisam-ul-Haq Qureshi       | Treat Conrad Huey Denis Kudla             | 6–3, 7–6(0)                               |
| 2016       | Purav Raja Divij Sharan                   | Ken Skupski Neal Skupski                  | 6–4, 7–6(3)                               |
| 2015       | Ken Skupski Neal Skupski                  | Marcus Daniell Marcelo Demoliner          | 6–3, 6–4                                  |
| 2014- 2009 | Non disputato                             | Non disputato                             | Non disputato                             |
| 2008       | Arnaud Clément Édouard Roger-Vasselin     | Harel Levy Jim Thomas                     | 7–6(4), 6(3)–7, [10–7]                    |
| 2007       | Alex Kuznetsov Miša Zverev                | James Auckland Stephen Huss               | 2–6, 6–3, [10–6]                          |
| 2006       | Jordan Kerr (2) Jim Thomas (4)            | Wayne Arthurs Chris Guccione              | 6–2, 6–4                                  |
| 2005       | Jordan Kerr (1) Jim Thomas (3)            | Richard Barker William Barker             | 6–2, 6–4                                  |
| 2004       | Nathan Healey Jim Thomas (2)              | Alejandro Falla Glenn Weiner              | 6–3, 7–6(9)                               |
| 2003       | Joshua Eagle Andrew Kratzmann             | Jean-François Bachelot Grégory Carraz     | 6–3, 6–2                                  |
| 2002       | André Sá Jim Thomas (1)                   | David Adams Joshua Eagle                  | 7–5, 2–6, 6–3                             |
| 2001       | David Adams Ben Ellwood                   | Jeff Coetzee Marcos Ondruska              | 7–6(5), 6–4                               |
| 2000       | Jeff Coetzee Marcos Ondruska              | Jared Palmer Jonathan Stark               | 7–6(3), 7–6(6)                            |
| 1999       | Scott Draper Todd Woodbridge              | Justin Gimelstob Scott Humphries          | Walkover                                  |
| 1998       | Sandon Stolle Peter Tramacchi             | Mark Merklein Michael Sell                | 4–6, 7–6(3), 6–4                          |

### Singolare femminile
| Anno       | Campionessa                               | Finalista                                 | Punteggio                                 |
| ---------- | ----------------------------------------- | ----------------------------------------- | ----------------------------------------- |
| 2024       | Alison Van Uytvanck (2)                   | Tatjana Maria                             | 6(5)–7, 6–1, 6–2                          |
| 2023       | Yanina Wickmayer                          | Katie Swan                                | 2–6, 6–4, 7–6(1)                          |
| 2022       | Alison Van Uytvanck (1)                   | Arina Rodionova                           | 7–6(3), 6–2                               |
| 2021- 2020 | Non disputato per la pandemia di COVID–19 | Non disputato per la pandemia di COVID–19 | Non disputato per la pandemia di COVID–19 |
| 2019       | Alison Riske (2)                          | Magdaléna Rybáriková                      | 6(5)–7, 6–2, 6–2                          |
| 2018       | Alison Riske (1)                          | Conny Perrin                              | 6–2, 6–4                                  |
| 2017       | Magdaléna Rybáriková                      | Heather Watson                            | 6–4, 7–5                                  |
| 2016       | Marina Melnikova                          | Stéphanie Foretz                          | 6–3, 7–6(6)                               |
| 2015       | Vitalia Diatchenko                        | Naomi Ōsaka                               | 7–6(5), 6–0                               |
| 2014- 2009 | Non disputato                             | Non disputato                             | Non disputato                             |
| 2008       | Marina Eraković                           | Anne Keothavong                           | 6–4, 6–2                                  |
| 2007       | Brenda Schultz-McCarthy                   | Ayumi Morita                              | 4–6, 6–4, 7–6(5)                          |
| 2006       | Kristina Brandi (3)                       | Laura Granville                           | 7–5, 6–0                                  |
| 2005       | Kristina Brandi (2)                       | Laura Granville                           | 6–3, 6–1                                  |
| 2004       | Akiko Morigami                            | Anna Chakvetadze                          | 6–4, 1–6, 6–1                             |
| 2003       | Kristina Brandi (1)                       | Cho Yoon-jeong                            | 6–1, 6–3                                  |
| 2002       | Janet Lee                                 | Laura Granville                           | 4–6, 6–4, 6–4                             |
| 2001       | Rika Fujiwara                             | Kristina Brandi                           | 6–3, 6–3                                  |
| 2000       | Louise Latimer                            | Tamarine Tanasugarn                       | 7–5, 6–3                                  |
| 1999       | Tamarine Tanasugarn (2)                   | Surina de Beer                            | 6–4, 5–7, 6–2                             |
| 1998       | Amélie Cocheteux                          | Seda Noorlander                           | 6–2, 6–4                                  |
| 1997       | Tamarine Tanasugarn (1)                   | Aleksandra Olsza                          | 5–7, 7–6, 5–0 rit.                        |

### Doppio femminile
| Anno       | Campionesse                                                    | Finaliste                                                      | Punteggio                                 |
| ---------- | -------------------------------------------------------------- | -------------------------------------------------------------- | ----------------------------------------- |
| 2024       | Emina Bektas Aleksandra Krunić                                 | Sarah Beth Grey Tara Moore                                     | 6–1, 6–1                                  |
| 2023       | Sophie Chang Yanina Wickmayer                                  | Alicia Barnett Olivia Nicholls                                 | 6–4, 6–1                                  |
| 2022       | Ingrid Neel Rosalie van der Hoek                               | Fernanda Contreras Gómez Catherine Harrison                    | 6–3, 6–3                                  |
| 2021- 2020 | Non disputato per la pandemia di COVID–19                      | Non disputato per la pandemia di COVID–19                      | Non disputato per la pandemia di COVID–19 |
| 2019       | Jennifer Brady Caroline Dolehide                               | Heather Watson Yanina Wickmayer                                | 6–3, 6–4                                  |
| 2018       | Jessica Moore Ellen Perez                                      | Arina Rodionova Yanina Wickmayer                               | 4–6, 7–5, [10–3]                          |
| 2017       | Monique Adamczak Storm Sanders                                 | Chang Kai-chen Marina Eraković                                 | 7–5, 6–4                                  |
| 2016       | Sanaz Marand Melanie Oudin                                     | Robin Anderson Alison Bai                                      | 6–4, 7–5                                  |
| 2015       | Lyudmyla Kichenok Xenia Knoll                                  | Tara Moore Nicola Slater                                       | 7–6(6), 6–3                               |
| 2014- 2009 | Non disputato                                                  | Non disputato                                                  | Non disputato                             |
| 2008       | Julie Ditty Abigail Spears                                     | Sarah Borwell Elizabeth Thomas                                 | 7–6(2), 6–2                               |
| 2007       | Karen Paterson Melanie South                                   | Elena Baltacha Naomi Cavaday                                   | 6–1, 6–4                                  |
| 2006       | Casey Dellacqua Trudi Musgrave (2)                             | Hsieh Su-wei Tamarine Tanasugarn                               | 6–3, 6–3                                  |
| 2005       | Rika Fujiwara Saori Obata                                      | Jennifer Hopkins Mashona Washington                            | 4–6, 6–4, 6–2                             |
| 2004       | Leanne Baker Nicole Sewell                                     | Surina de Beer Karen Nugent                                    | 2–6, 7–5, 7–6(6)                          |
| 2003       | Shinobu Asagoe Nana Miyagi                                     | Bethanie Mattek Lilia Osterloh                                 | 7–6(11), 3–6, 6–4                         |
| 2002       | Julie Pullin (2) Lorna Woodroffe (2)                           | Esmé de Villiers Irina Selyutina                               | 6–2, 6–2                                  |
| 2001       | Julie Pullin (1) Lorna Woodroffe (1)                           | Kim Grant Lilia Osterloh                                       | 7–6(3), 7–5                               |
| 2000       | Trudi Musgrave (1) Bryanne Stewart                             | Caroline Dhenin Francesca Lubiani                              | 3–6, 6–3, 6–1                             |
| 1999       | Rika Hiraki / Linda Wild contro Julie Pullin / Lorna Woodroffe | Rika Hiraki / Linda Wild contro Julie Pullin / Lorna Woodroffe | Finale non disputata                      |
| 1998       | Torneo femminile di doppio non disputato                       | Torneo femminile di doppio non disputato                       | Torneo femminile di doppio non disputato  |
| 1997       | Catherine Barclay Kerry-Anne Guse                              | Debbie Graham Kristine Kunce                                   | 3–6, 6–4, 7–6                             |